# Thomas Scott Preston

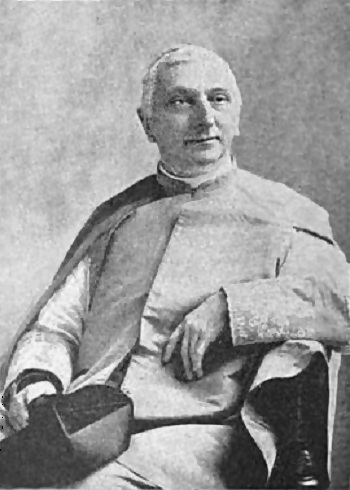
Retrato de Thomas Preston.

Thomas Scott Preston (Hartford, 23 de julio de 1824-Nueva York, 4 de noviembre de 1891) fue un sacerdote católico estadounidense, vicario general de la arquidiócesis de Nueva York y fundador de las Hermanas de la Divina Compasión.

## Biografía
Thomas Preston nació en Hartford, Connecticut (Estados Unidos), el 23 de julio de 1824, en el seno de una familia episcopal. Estudió en el  Washington College de Hartford (conocido más tarde como Trinity Washington College), hasta 1943. Desarrolló sus estudios teológicos en el Seminario Teológico Protestante Episcopal de Nueva York, donde fue reconocido como líder de la Iglesia alta. Preston se graduó en 1846 y fue ordenado diácono. Sus primeros ministerios los ejerció en las iglesias de la Trinidad, de la Anunciación y en la de los Santos Inocentes, todas en Nueva York. fue ordenado sacerdote por Delancey de Western, ya que su propio obispo se había negado a ordenarlo debido a sus usos rituales.
Desde su ordenación sacerdotal el acercamiento de Preston a la Iglesia romana era cada vez más fuerte. Siendo aún episcopal, párroco de la Iglesia de San Lucas (Nueva York) invitaba a sus fieles a la confesión y a la comunión frecuente. Se interesó por el estudio de la historia de la iglesia primitiva y de los Padres de la Iglesia, por medio de los cuales comenzó a sostener que la teoría de la ramificación era insostenible. Pidió el ingreso a la Iglesia católica el 14 de noviembre de 1849. Un año más tarde fue ordenado sacerdote católico por el entonces obispo de Albani, John McCloskey, y fue asignado a la cura de la Antigua Catedral de San Patricio de Nueva York.
En 1851 fue asignado a la misión de Santa María en Yonkers al servicio de la numerosa comunidad católica de la creciente comunidad de inmigrantes irlandeses. En 1853 fue nombrado párroco de la iglesia de Santa Ana. Con la ayuda de Mary Caroline Dannat Starr (María Verónica) fundó la Congregación de Hermanas de la Divina Compasión, en 1886, para la educación y atención de los hijos de los inmigrantes. Dos años más tarde fue nombrado vicario general de Nueva York.